# Son Dae-ho
Son Dae-ho (en coreano: 손대호; Pohang, Corea del Sur, 11 de septiembre de 1981) es un exfutbolista de Corea del Sur que jugaba en la posición de centrocampista.

## Carrera

### Club
| Periodo   | Club                    | Apariciones | Goles |
| --------- | ----------------------- | ----------- | ----- |
| 2002-2004 | Suwon Samsung Bluewings | 22          | 1     |
| 2005      | Chunnam Dragons         | 1           | 0     |
| 2005–2008 | Seongnam Ilhwa Chunma   | 58          | 2     |
| 2009–2013 | Incheon United          | 51          | 1     |
| 2014      | Hangzhou Greentown      | 22          | 0     |
| 2015      | BEC Tero Sasana         | 1           | 0     |

### Selección nacional
Jugó para Corea del Sur en siete ocasiones en 2007 y participó en la Copa Asiática 2007.

## Logros
- K League 1 (2): 2004, 2006
- Copa de Corea del Sur (1): 2002
- Supercopa de la AFC (1): 2002